# Deliverance Hobbs
Deliverance Hobbs est l'une des femmes accusées de sorcellerie durant le procès des sorcières de Salem. Elle était, avec son mari William Hobbs, originaire de Casco, dans le Maine, dans le territoire indien Wabanaki.
Abigail Hobbs, sa fille, a été arrêtée le 18 avril 1692 après avoir été accusée de sorcellerie. Deliverance et son mari ont également été arrêtés pour sorcellerie trois jours plus tard. En 1710, William demande au tribunal de payer 40 £ aux dépens de l'emprisonnement de sa famille. Finalement, William paya 10 £ en 1712.